# 립밤

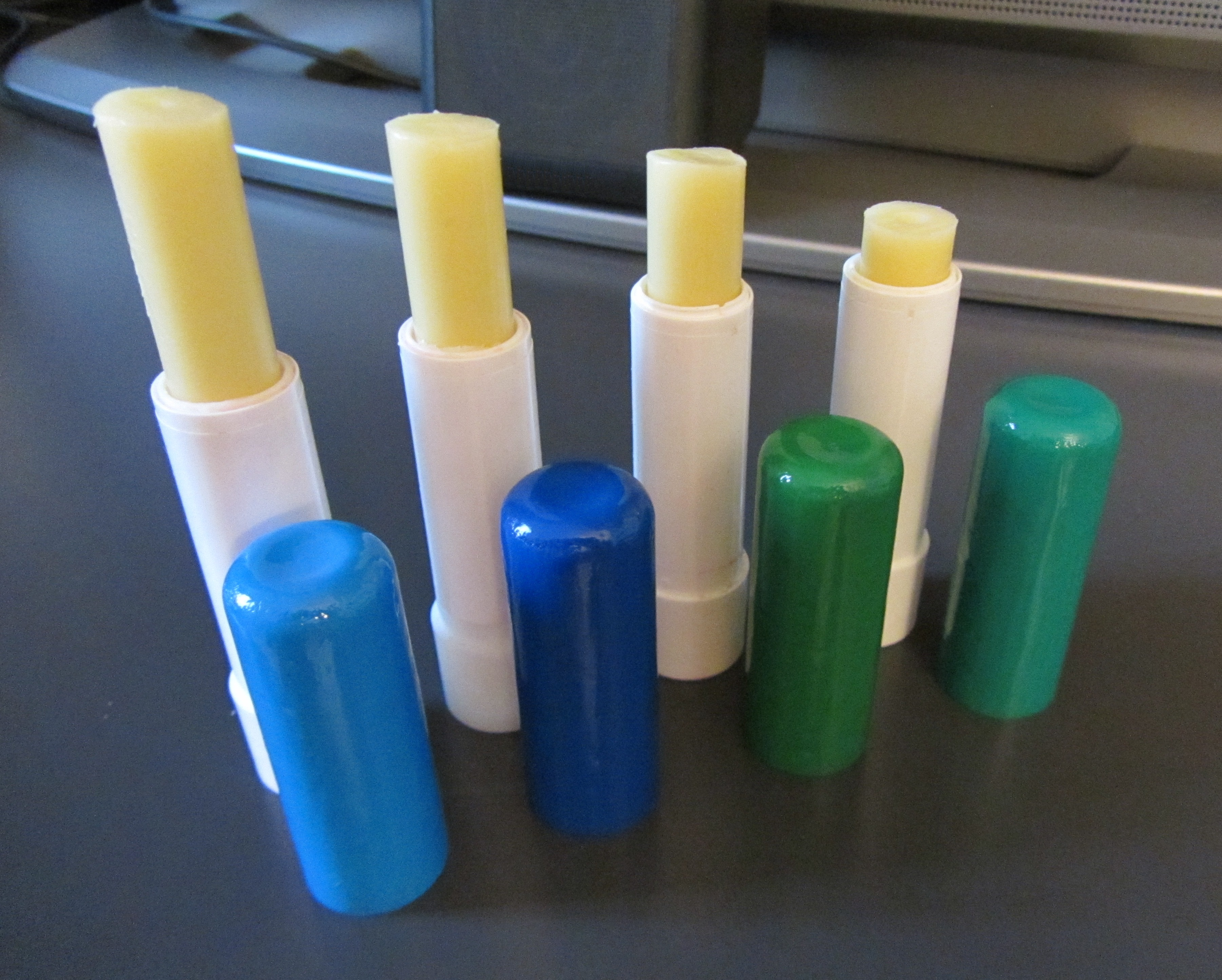
수제 립밤의 모습.

립밤(영어:lip balm)은 갈라지거나 건조해진 입술에 바르는 왁스 물질의 용품이다. 립밤은 일반적으로 입술에 바르는 왁스 같은 물질로 갈라지거나 건조한 입술, 구각염, 구내염 또는 구순포진을 보습하고 완화한다. 립밤에는 밀랍이나 카르나우바 왁스, 장뇌, 세틸알코올, 라놀린, 파라핀, 바셀린 등이 함유되어 있는 경우가 많다. 일부 품종에는 염료, 향료, 향료, 페놀, 살리실산 및 자외선 차단제가 포함되어 있다.
세계 최초의 립밤은 1880년대 미국의 약사인 Charles Browne Fleet에 의해 만들어졌다고 한다. 또한, 만들기가 쉬워 수제로 만들기도 한다.

## 개요
립밤의 주요 목적은 입술 표면에 차단막을 형성하여 입술의 수분을 밀봉하고 외부 노출로부터 보호하는 것이다. 건조한 공기, 차가운 온도, 바람은 모두 몸에서 수분을 빼앗아 피부를 건조하게 만든다. 입술은 피부가 매우 얇기 때문에 특히 취약하여 건조함의 징후가 가장 먼저 나타나는 경우가 많다. 왁스 및 바셀린과 같은 폐쇄성 물질은 수분 손실을 방지하고 입술의 편안함을 유지하며 향료, 착색제, 자외선 차단제 및 다양한 약물은 추가적인 특정 이점을 제공할 수 있다. 립밤은 꿀벌 왁스와 천연 칸데릴라 왁스, 카르나우바 왁스로 생산된다.
립밤은 손가락으로 입술에 바르거나 립스틱 스타일의 튜브에 담아 직접 바를 수 있다.
2022년 전 세계 립밤 시장 규모는 7억 3,276만 달러로 평가되었다. 시장은 향후 5년 내에 9.28%의 비율로 성장할 것으로 예상되며, 2027년에는 1억 2억 4,774만 달러에 이를 것으로 예상된다.

### 립밤의 종류
립밤은 성분에 따라 다양한 유형으로 분류된다.
- UV 필터 립밤. 이 유형의 립밤은 일년 내내 사용할 수 있으며, 특히 여름이나 태양 활동이 증가하는 장소(예: 산악 스키 리조트)에 머무를 때 사용할 수 있다.
- 영양 립밤. 이 유형은 겨울에 가장 잘 작동한다.
- 보습 립밤. 겨울에 립밤을 바르면 너무 빨리 흡수되어 입술이 갈라질 수 있다. 이 유형의 립밤은 건조한 입술에 좋다. 보습 립밤은 일년 내내 착용할 수 있다.
- 약용 립밤. 주의해서 적용해야 한다. 연화제 및 방부제 역할을 한다.
- 틴티드 립밤. 틴트 립밤은 일년 내내 착용할 수 있다.

### 생산
립밤 생산에는 다음 단계가 포함된다.
- 원료의 품질을 확인한다. (화장품은 엄격한 안전기준을 준수해야 한다.)
- 재료를 투입하고, 녹이고, 혼합한다. (이 단계에는 특수 장비가 필요하다.)
- 혼합물을 진공에서 처리하여 기포를 제거한다.
- 혼합물은 약 48시간 동안 결정화된다.
- 그런 다음 혼합물을 다시 녹인다.
- 혼합물을 필요에 따라 모양대로 조각으로 자른다.
- 립밤은 케이스에 포장된다.

## 역사

### 초기의 립밤
기원전 40년부터 이집트인들은 밀랍, 올리브 오일, 동물성 지방을 혼합하여 입술 케어 트리트먼트를 만들었다.

### 미국
1800년대에 리디아 마리아 차일드(Lydia Maria Child)는 자신의 인기 책인 디 아메리칸 프루걸 하우스와이프(The American Frugal Housewife)에서 갈라진 입술에 대한 치료법으로 귀지를 추천했다. 어린이는 "입술이 갈라져서 고민하는 사람들은 다른 사람들이 실패했을 때 이 귀지 치료법이 성공했다는 것을 알게 되었다. 이것은 비웃음을 받을 가능성이 매우 높은 치료법 중 하나이지만 나는 이것이 매우 유익한 결과를 가져온 것을 알고 있다." 립밤의 발명은 1880년대 의사 찰스 브라운 플리트(Charles Brown Fleet)에 의해 공식적으로 처음 발명되었지만 그 기원은 귀지에서 유래되었다. 플리트는 나중에 그의 립밤 제품을 챕스틱(ChapStick)이라고 명명했다.
1872년 화학자 로버트 체스브로(Robert Chesebrough)는 새로운 바셀린을 발견하고 샘플링했는데, 처음에는 이 젤리가 피부 회복을 위한 솔루션으로 사용될 수 있는 "지구 깊은 곳에서 나오는 미네랄이 풍부한 천연 밀랍 성분"이라고 설명했다. 그런 다음 그는 원더 젤리(Wonder Jelly)라는 이름으로 제품을 배포한 후 곧 바셀린(Vaseline)으로 변경했다.
1880년대 초 찰스 브라운 플리트가 챕스틱을 만들었다. 그러나 판매 부족으로 인해 플리트는 브랜드의 마케팅 잠재력을 확인한 존 모턴에게 1912년에 챕스틱에 대한 공식과 권리를 5달러에 매각했다. 인수 후 모턴은 1936년 프랭크 라이트 주니어(Frank Wright, Jr.)에게 챕스틱 로고 디자인을 15달러에 제작하도록 의뢰했다. 1972년 워터게이트 스캔들 중에 숨겨진 마이크를 숨기는 챕스틱 튜브가 사용되었다.
1937년에 알프레드 울빙(Alfred Woelbing)은 밀워키에서 구순포진을 치료하기 위해 카멕스(Carmex)를 만들었다. 그러나 제2차 세계대전이 발발하면서 라놀린 부족으로 인해 생산과 판매가 둔화되었다. 1980년에 카멕스는 포장을 짜낼 수 있는 튜브로 전환하여 제품을 변경했다.
1973년 본 벨(Bonne Bell)은 최초의 향이 나는 립밤을 만들고 회사를 립 스매커스(Lip Smackers)라는 이름으로 판매했다. 이후 회사는 1975년 닥터 페퍼, 2004년 리글리 컴퍼니(The Wrigley Company), 2006년 코카콜라컴퍼니(The Coca-Cola Company) 등 다양한 맛의 립밤을 공동 개발했다. 본 벨은 2010년 디즈니와 협력하여 다양한 공주 캐릭터가 포함된 립밤을 생산했다.
1991년 버트 샤비츠(Burt Shavitz)와 록센 큄비(Roxanne Quimby)는 버츠비(Burt's Bees)라는 회사를 통해 최초의 밀랍 기반 립밤 솔루션을 만들었다. 2020년 버츠비는 다양한 제품 포장에 재활용 소재를 50% 사용했으며, 제품은 100% 재활용이 가능한 것으로 알려졌다.
2011년 에볼루션 오브 스무스(Evolution of Smooth, EOS)는 구형 모양의 립밤을 만들었으며 95% 유기농 성분을 설명했다.

## 유명 브랜드
- 챕스틱
- NIVEA
- 바세린
- 블코

## 같이 보기
- 립스틱
- 입술